# Paraninoe hartmanae
Paraninoe hartmanae är en ringmaskart som beskrevs av Levenstein 1977. Paraninoe hartmanae ingår i släktet Paraninoe och familjen Lumbrineridae. Inga underarter finns listade i Catalogue of Life.